# Gyptian
Gyptian (/ˈdʒɪpʃən/), de son vrai nom Windel Beneto Edwards (né le 25 octobre 1983), est un musicien de reggae-dancehall jamaïcain.

## Biographie
Son nom ne serait pas une référence à l'Égypte mais à la coiffure qu'il avait un soir où il cherchait un nom d'artiste. Elle ressemblait, selon ses proches, à la couronne des pharaons. Son choix se porta tout d'abord sur Egyptian mais il hésitait avec I-Gyptian, qui sonne plus rasta et trancha finalement pour Gyptian,. 

## Discographie

### Albums studio
- 2006 : My Name is Gyptian
- 2008 : I Can Feel Your Pain
- 2010 : Revelations
- 2010 : Hold You
- 2013 : Gyptian And Friends
- 2013 : Sex, Love and Reggae

### Singles
- 2009 : Anytime again
- 2009 : Anything you want
- 2010 : Hold You
- 2010 : Hold Yuh (Remix) (feat Nicki Minaj)
- 2011 : Nah Let Go
- 2012 : Overtime
- 2013 : Gyal Wine Wine (Non Stop)
- 2014 : Addicted (feat. Raine Seville)
- 2015 : Summer Time Again
- 2023 : Gotta (feat. De La Ghetto & Oryane)

### Riddims
Note : liste incomplète de riddims où l'on peut le retrouver.
- 2005 : Spiritual War Riddim - Serious Time
- 2005 : Intercom - Burn The cannabis Feat Bascom X
- 2005 : Rebellion Riddim - Bring It On
- 2006 : Triumphant Riddim - Mama
- 2006 : Freedom Riddim - Bad Mind
- 2006 : Grass Roots Riddim - One and Only
- 2006 : Street Swing Riddim - If you Really Love Me
- 2006 : Journey Riddim - Pilgrimage
- 2006 : Seasons Riddim - Is there a place
- 2006 : Good Over Evil Riddim - Rise and Live
- 2006 : Bread Winner Riddim - Be strong
- 2006 :  Tribal Peace Riddim - Bloody City
- 2006 :  Rebellion - Beautiful Lady
- 2006 : More Life Riddim - Love Is The Only Solution
- 2006 : January Morning Riddim - Crying
- 2006 : Got The Handle Riddim - U Never Know
- 2006 :  Medallion Riddim - Tell Me How
- 2006 :  Love Bird Riddim - Stepping Higher
- 2006 : Feelings Riddim - Listen To The People Feat Anthony Que
- 2006 : Hagnet Riddim - Nobody No Cry
- 2006 : My Faddah Seh Riddim - My Faddah Seh
- 2006 : Essence Riddim - Aids
- 2006 : Foreign Love Riddim - Girl
- 2007 : No_Doubt Riddim - Baby Please
- 2007: Africa Riddim - Feed The Children
- 2007 : Old Pirates Riddim - Give Thanks
- 2007 : Weed Seed Riddim - Guns And Guns
- 2007 : Endless Riddim - High Everyday
- 2007 : Cloud Nine Riddim - I Can Feel Your Pain
- 2007 : New Beginning Riddim - Jamaica
- 2007 :  Conquer Riddim - Let Me Love You
- 2007 : Trumphet Riddim - My Head
- 207 : Own Judgement
- 2007 : Slaugter Riddim - She's My Baby
- 2007 : Ghetto Biscuit Riddim - Gimme Little Loving (feat. Deva Bratt)
- 2007 : Waterhouse Riddim - African Prize
- 2007 : With the trinity - More and More
- 2010 : Hold Yuh - Hold Yuh riddim
- 2011 : Soul and Emotion Riddim - Never Let Go
- 2011 : Fly again riddim - Like it like that
- 2011 : Overproof riddim - All over
- 2011 : Rio riddim - Wine slow
- 2011 : Barble dove riddim - You are the one
- 2011 : Barble dove riddim - Tell mi
- 2011 : So much in love
- 2012 :  Overtime Riddim - Overtime
- 2013 : Elm Street Riddim - Gyal Wine